# 沢村麻耶
沢村 麻耶（さわむら まや）は、日本の元AV女優。ARMプロモーション所属。

## 略歴・人物
2009年7月にタカラ映像の専属女優としてデビューした熟女系のAV女優である。
2010年より専属を離れマドンナの作品に出演していたが、同年7月に再びタカラ映像の専属女優となった。
2012年3月にミリオン出版から発売された「狙われた美人妻」（ミリオンムック）では、3大人気女優として特集された。
2013年のスカパーアダルト放送大賞2013の熟女女優賞にノミネートされている。

## 出演作品
2009年
- 専属奥さん 沢村麻耶 35歳デビュー（7月16日、タカラ映像） ※デビュー作
- あの奥さんを襲いたくて（8月16日、タカラ映像）
- 美麗相姦 うつくしすぎた妻（9月17日、タカラ映像）
- 中坊時代の担任を、同窓会だと偽って、犯しまくった教え子達。（10月22日、タカラ映像）

- 人妻に甘えてみたい夜もある（11月19日、タカラ映像）
- 兄嫁奴隷 〜策略の肉棒律動蟻地獄〜（12月17日、タカラ映像）

2010年
- 美しい僕のおばさん（1月7日、マドンナ）
- 前妻の柔肌（2月7日、マドンナ）
- 怪我で動けなくなった嫁の身体を… 〜包帯から覗く熟れた白い艶肌に群がる獣たち〜（3月7日、マドンナ）
- 沢村麻耶でござひます。 240分（3月18日、タカラ映像）※総集編
- 母子入浴相姦（4月7日、マドンナ）
- 熟母の告白 〜息子に溺れていった女〜（5月7日、マドンナ）
- 専属奥さま再び（7月16日、タカラ映像）
- 私の躰でストレス解消して下さい 〜熟女OL大切な仕事〜（8月19日、タカラ映像）
- 前戯なきまぐわい（9月16日、タカラ映像）
- 未亡人の秘めた欲求（10月21日、タカラ映像）
- 社長夫人貸出（11月18日、タカラ映像）

2011年
- 大衆ソープに堕ちた妻（2月17日、タカラ映像）
- 女教師奴隷 3D（4月15日、タカラ映像）
- 沢村麻耶でござひます。2（4月21日、タカラ映像）総集編
- 近親相姦 母と息子の肉欲交尾（4月28日、センタービレッジ）
- 幻母 愛する義母とのすれ違い（5月1日、VENUS）
- 祖父の介護に来るヘルパァ（5月5日、タカラ映像）
- 父の後妻 ～継母に魅せられた息子～（5月13日、溜池ゴロー）
- 部下の女房（5月29日、ドリームステージ）
- 愛する息子の目の前で…（5月29日、小林興業）他出演:高橋由紀
- 体育女教師（7月7日、タカラ映像）
- 沢村麻耶がAVに出た本当の理由（7月15日、カマタ映像）
- 熟女ノーパンデート（8月18日、グローリークエスト）
- 幻母 禁断母子スワップ 膣中にどっぷり出されし母親たち（9月1日、VENUS）共演:伊織涼子
- 近親相姦 ご近所母親物語 うちの子がやっぱり一番よ!!（11月7日、マドンナ）共演:朝霧一花、楢崎かほり
- 母子交尾 ［上塩原路］（11月9日、ルビー）
- たびじ 介護士の女（11月17日、タカラ映像）
- 義母の筆おろし 童貞息子に巨乳義母が施す淫欲の性教育（12月7日、ルビー）
- ママさんブルマ（12月22日、ディープス）共演:細川まり、村上涼子（中村りかこ、黒木菜穂）、翔田千里、柊かえで、野原もも

2012年
- 誰にも言えない禁断のレズ恋愛 親友のママに愛されて… VOL.7（3月22日、ディープス）共演:愛内希
- 嫁姑レズ調教 ～偽りの遺産を巡る女の争い～（5月7日、マドンナ）共演:川上ゆう
- 隣のダイエット中の熟女（6月8日、マダムス）

2013年
- 近親乱交 ボクと嫁と義母と伯母。（7月5日、クリスタル映像）共演:木崎実花、高橋美緒

## 成人映画
- 婚前OL不埒に濡れて（2012年、監督：池島ゆたか、オーピー映画）
- 性春リバーサイド ふたりでイこう（2017年4月7日公開、監督：池島ゆたか、オーピー映画）- ミサキ先生 役